# Змеиный узел
Змеи́ный у́зел (разг. уменьшит. змейка, бочёнок; англ. Barrel Knot — «бочковый узел») — соединяющий постоянный узел для постоянного связывания вместе концов двух нейлоновых рыболовных лесок. Является одним из самых прочных соединяющих узлов. Также известен под названиями «кровяной», «кровавый» (от Blood Knot). Змеиный узел — надёжен при соединении лесок равного диаметра. Если его использовать для снастей, заметно различающихся по толщине, например, для подвязывания поводка, то более тонкий конец следует сложить вдвое, что несколько повысит прочность узла. На каждой стороне должно быть не менее пяти оборотов.